# António Couto
António José da Rocha Couto SMP (ur. 18 kwietnia 1952 w Vila Boa do Bispo) – portugalski duchowny rzymskokatolicki, biskup Lamego od 2012.

## Życiorys
Święcenia kapłańskie otrzymał 3 grudnia 1980 i został kapłanem Zgromadzenia Portugalskiego dla Misji. Pracował przede wszystkim jako wykładowca seminariów i uniwersytetów katolickich na terenie Portugalii i Angoli. W 1999 został wikariuszem generalnym zgromadzenia, zaś trzy lata później jego przełożonym.
6 lipca 2007 papież Benedykt XVI mianował go biskupem pomocniczym Bragi, ze stolicą tytularną Azura. Sakry biskupiej udzielił mu 23 września 2007 abp Jorge Ortiga.
19 listopada 2011 został mianowany biskupem ordynariuszem Lamego, zaś 29 stycznia 2012 kanonicznie objął urząd.